# Быково (Бежецкий район)
Быково (карел. Buikova) — деревня в Борковском сельском поселении Бежецкого района Тверской области России.

## География
Расположена по обеим берегам реки Уйвешь в месте впадения в неё реки Сгоща, севернее деревни Бор Еремеевский.

## Население
| 2008 | 2010 |
| ---- | ---- |
| 4    | ↘0   |

на самом деле 9 человек на 2023 год, приезжие